# Droga wojewódzka nr 397
Droga wojewódzka nr 397 (DW397) – droga wojewódzka ciągnąca się w całości przez teren gminy Solec Kujawski w powiecie bydgoskim w woj. kujawsko-pomorskim. Jej długość wynosi 2,764 km, natomiast jej powierzchnia – 15 900 m²

## Przebieg trasy
DW397 rozpoczyna swój bieg od skrzyżowania z drogą powiatową nr 01546C (Bydgoszcz – Łęgnowo – Otorowo – Solec Kujawski), biegnącą w kierunku Bydgoszczy i DW394, która biegnie na wschód, w kierunku Torunia. DW397 ciągnie się w całości poza granicami miasta Solec Kujawski. Rozpoczyna się w Otorowie i biegnie w kierunku południowo-zachodnim. Niedaleko początkowego skrzyżowania (ok. 500 m) droga przecina przejazd kolejowo-drogowy. Niewiele dalej droga wchodzi na teren wsi Makowiska. DW397 biegnie dalej w tym samym kierunku aż do skrzyżowania z drogą powiatową nr 01547C. Tu zakręca w kierunku południowo-wschodnim i biegnie aż do skrzyżowania z DK10, gdzie się kończy.
Przez większość swego przebiegu na drodze spotykamy las i zabudowę wiejską Otorowa i Makowisk. Ponadto w Makowiskach, w pobliżu DW397 znajduje się firma drobiarska Drobex.

## Miejscowości leżące przy trasie DW397
- Solec Kujawski
- Otorowo
- Makowiska

## Galeria

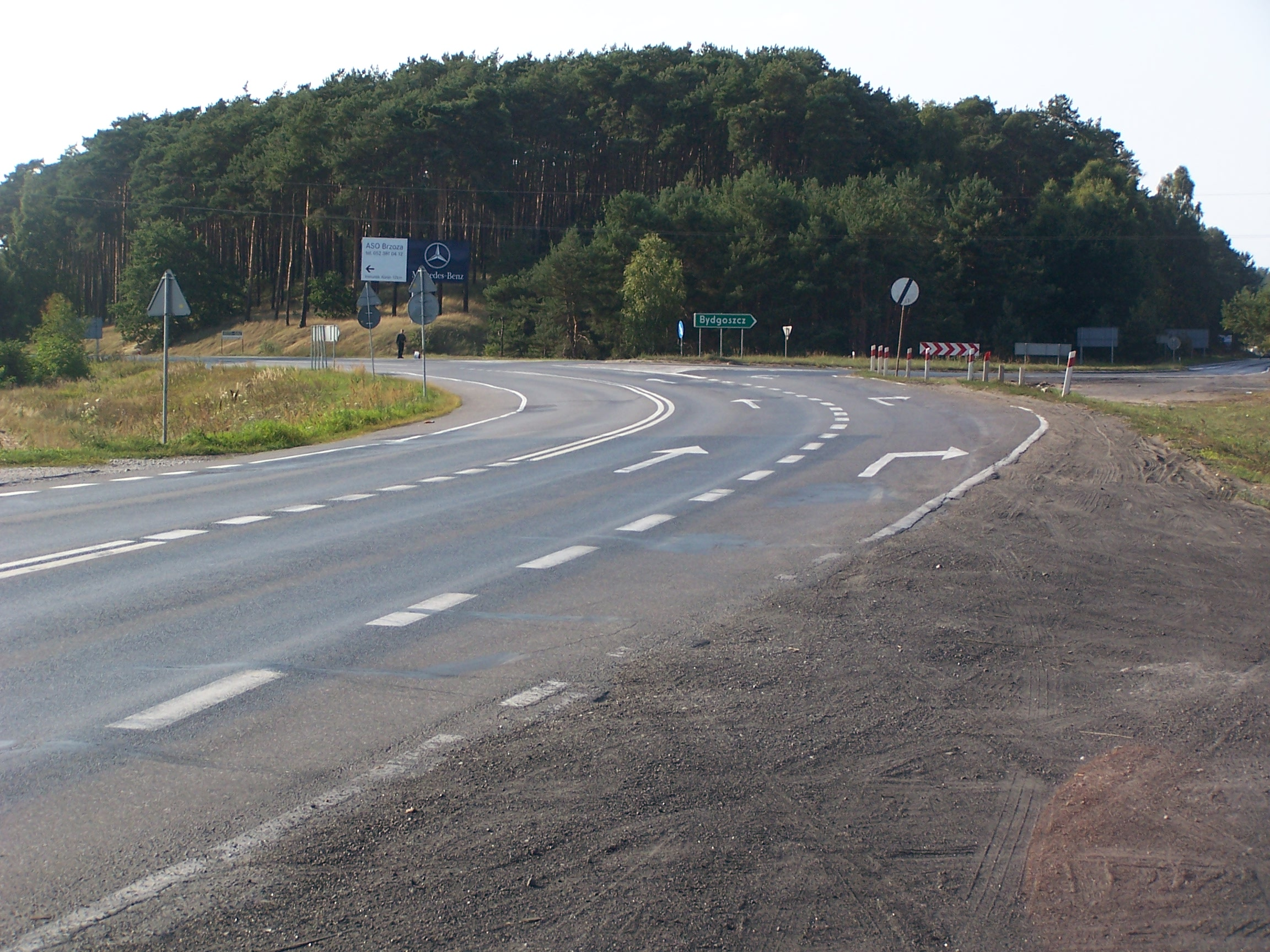
Zjazd z DK10 w DW397
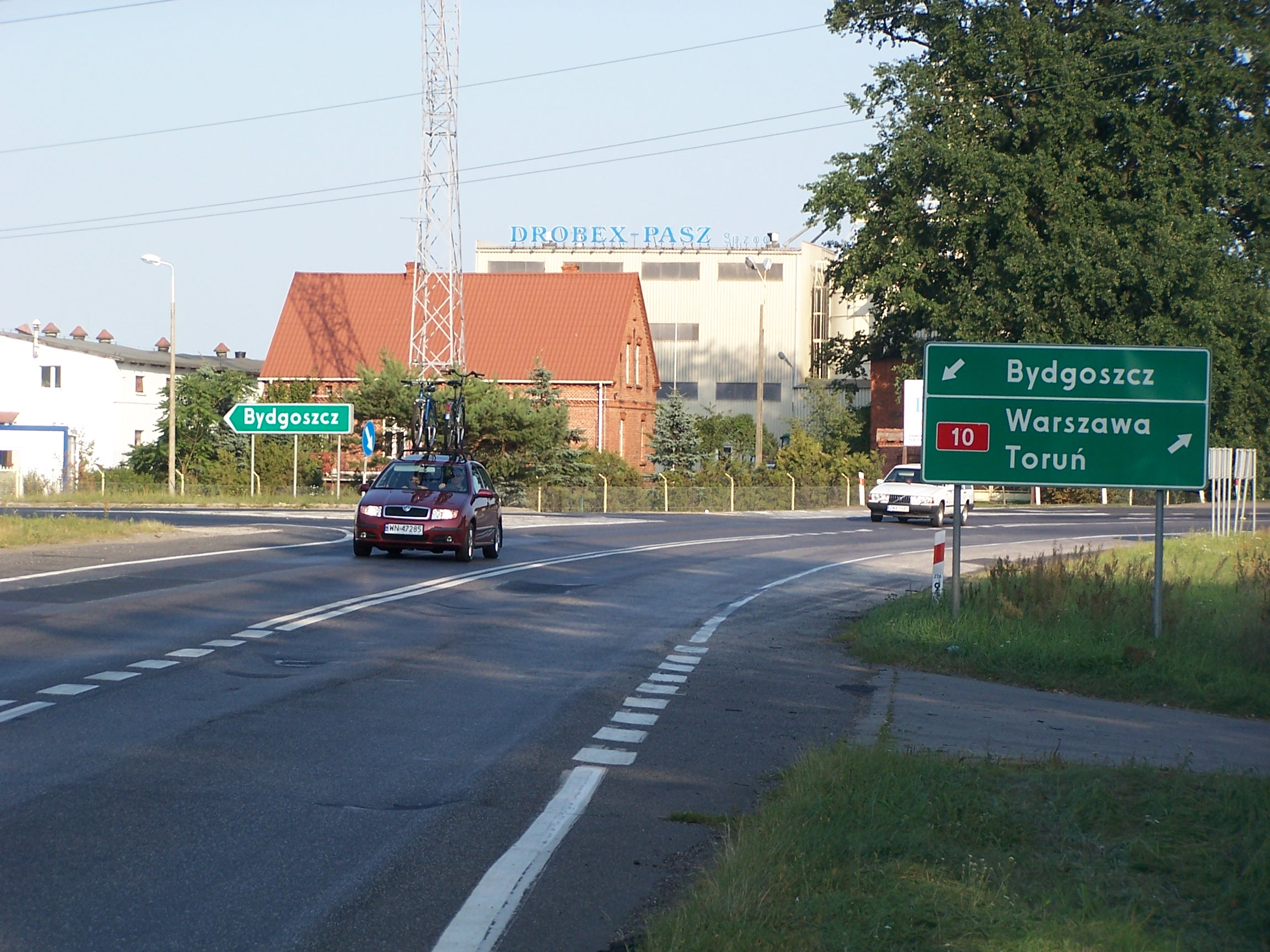
Skrzyżowanie DK10 z DW397 przy zakładach Drobexu